# Le Percepteur d'épouses
Le Percepteur d'épouses est une nouvelle fantastique de Marcel Aymé, parue dans Candide en 1938.

## Historique
Le Percepteur d'épouses paraît d'abord dans Candide le 9 novembre 1938, puis dans le recueil de nouvelles Le Passe-muraille, le quatrième de l'auteur, en avril 1943.

## Résumé
« Il y avait dans la petite ville de Nangicourt, un percepteur nommé Gauthier-Lenoir, qui avait du mal à payer ses impôts. Sa femme dépensait beaucoup d'argent. »
Après la fuite de Mme Gauthier-Lenoir avec un lieutenant des équipages, le mari s'imagine que sa femme a été saisie par le fisc.